# ボクスメール
ボクスメール（オランダ語: Boxmeer [bɔksˈmeːr] ( 音声ファイル)）は、オランダ南部の北ブラバント州に属する基礎自治体（ヘメーンテ）。ボクスミールと表記される事もある。「ビューヘン・エン・ライケフォールト」と「フィールリングスベーク」が合併して現在の基礎自治体となった。
2022年1月1日、近隣の基礎自治体と合併しラント・ファン・クアイクの一部となった。
オーフェルローン戦争博物館がある。

## 人口集積地
- ビューヘン (Beugen)
- ボクスメール (Boxmeer)
- フルーニンゲン (Groeningen)
- ホルテース (Holthees)
- マースヘース (Maashees)
- ウーフェルト (Oeffelt)
- オーフェルローン (Overloon)
- ライケフォールト (Rijkevoort)
- サンベーク (Sambeek)
- フィールリングスベーク (Vierlingsbeek)
- フォルトゥム＝ミュレン (Vortum-Mullem)

## 交通
- ボクスメール駅